# Kalorienspiele
Kalorienspiele wurden Sportwettbewerbe, vorrangig Fußballspiele, genannt, die nach dem Ende des Zweiten Weltkriegs ausgetragen wurden. Der Name rührt daher, dass die Spieler nicht mit Geld, sondern vorrangig mit Lebensmitteln, aber auch mit anderen Naturalien entlohnt wurden.
Nach Kriegsende waren Sportvereine in Deutschland verboten. Doch bereits ab Spätsommer 1945 wurden – nach Besatzungszone und Besatzungskommandeur unterschiedlich – Neu- und Wiedergründungen von Vereinen nach und nach zugelassen, zunächst unter strenger alliierter Kontrolle. Ebenso abhängig vom jeweiligen alliierten Sektor wurden mit der Zeit verschiedene Fußball-Oberligen eingerichtet. Zu den ersten Spielen nach Kriegsende kamen mitunter Tausende von Zuschauern.
Insbesondere die namhaften Vereinsmannschaften wie Fortuna Düsseldorf, der 1. FC Kaiserslautern, FC Schalke 04, 1. FC Nürnberg und der FC Bayern München fanden schnell wieder zusammen. Da die Spieler jedoch in der Regel kraftlos und ausgehungert waren, tingelten sie regelmäßig „über die Dörfer“ und trugen Freundschaftsspiele gegen Bezahlung durch Naturalien und Sachleistungen aus. Diese Begegnungen wurden „Kalorien-, Fress- oder Kartoffelspiele“ genannt.
Matthes Mauritz, früherer Spieler von Fortuna Düsseldorf, erinnerte sich: „Wir haben zwischen 1945 und 1947 dreimal pro Woche gespielt, sind immer bis an die holländische Grenze in die Dörfer gefahren.“ Als Gage habe es Möbel, Zigarren, halbe Schweine und warmes Essen gegeben. „Wir haben uns so die Wampe vollgeschlagen, dass wir oft verloren haben“, so Mauritz. Auch der 1. FC Nürnberg spielte für Kartoffeln, Kirschen, Fleisch, eine dreistöckige Torte, einen Ballen Stoff, Kohlen oder gar Maschendraht. Fritz Walter wurde 1953 zitiert: „Wo ein Ball oder einige Trikots, ein Sack Kartoffeln oder ähnliches winkte, da holte man sich die Beute, indem man um sie spielte.“ Der frühere Düsseldorfer Nationalspieler Felix Zwolanowski berichtete 1985: „In Bünde spielten wir für eine Kiste Zigarren pro Mann, Nichtraucher bekamen eine Kanne Milch. In Bielefeld gab es Hemdenstoff, in Bremerhaven eine Kiste Fisch, in Weißenthurm soviel Starkbier, daß wir reihenweise umfielen.“ In Wuppertal traten u. a. der damalige deutsche Rekordmeister FC Schalke 04, der Hamburger SV, Hertha BSC, die VfR Mannheim, die FSV Frankfurt und 1. FC Kaiserslautern an.
Auch im Handball wurden „Kalorienspiele“ ausgetragen, wie Heinz-Georg Sievers, ein früherer Spieler des THW Kiel, berichtete.
Die Kalorienspiele fanden in Westdeutschland bis in den Sommer 1948 hinein statt. Zu dieser Zeit trat die Währungsreform in Kraft, und die erste deutsche Meisterschaft nach dem Krieg wurde ausgespielt.